# Український Революціонер
«Український Революціонер» — неперіодичний орган Західно-Української Національної Революційної Організації Є. Петрушевича, виходив у Берліні 1926 — 1929, був в опозиції до політики Начальної Команди УВО.